# Rozpiętość rozkładu objętości erytrocytów
Rozpiętość rozkładu objętości erytrocytów (ang. red blood cell distribution width; RDW lub RDW-CV) - wskaźnik rozrzutu zmierzonej objętości poszczególnych krwinek czerwonych wokół wartości średniej (MCV). Wyraża się go w procentach. Prawidłowo wynosi 11,5-14,5%. Podwyższona wartość RDW może wystąpić w niedokrwistości z niedoboru żelaza, talasemii, a także po przetoczeniu krwi.
Od strony obliczeniowej wskaźnik RDW wygląda następująco:
- RDW = (Odchylenie standardowe objętości czerwonych krwinek / średnia objętość krwinek) × 100